# James Graeme
James Graeme (...) è un attore statunitense.

## Biografia
Nel Teatro del West End, Graeme apparse come personaggio del musical The Phantom of the Opera, inoltre prese il ruolo di Boone nel musical Whistle Down the Wind e il ruolo di Ponzio Pilato in Jesus Christ Superstar. A livello regionale, è apparso nel ruolo di Clyde Gabriel nel musical The Witches of Eastwick, in George Dillingham in Aspects of Love, e in Ernest Hemingway nel brano Too Close to the Sun al Comedy Theatre nel luglio 2009.
Graeme è un membro fondatore del gruppo Wall Street Crash, con cui ha fatto molte apparizioni televisive.
È apparso in numerosi concerti, tra cui nel Something Wonderful, con la musica di Rodgers e Hammerstein presso il Savoy Theatre di Londra; nel The Music of Andrew Lloyd Webber con la musica di Andrew Lloyd Webber a Kiev; Another Kind of Magic, con la musica dei Queen, in Estonia, Helsinki e Londra.